# Louis Antoine Ponchard
Louis Antoine Ponchard (París, 31 d'agost de 1787 - 6 de gener de 1866) fou un tenor francès, fill del compositor Antoine Ponchard.
Estudià al Conservatori de la seva ciutat natal, i el 1810 aconseguí el primer premi de cant i els dos segons d'òpera i òpera còmica. Dos anys més tard es presentà al públic per primera vegada i, per espai de vint-i-cinc anys, fou un dels tenors favorits del públic i va estrenar un gran nombre d'òperes dels principals compositors.
El 1819 fou nomenat professor de cant del Conservatori de París, i el 1837 es retirà del teatre.
La seva esposa, Marie Sophie Callault, nascuda i morta a París (1792-1873), dotada d'una bellesa extraordinària i d'una veu encantadora, compartí els triomfs del seu marit en l'escena de l'Opéra Comique, on es va distingir en Le pré-aux-Clercs, de Ferdinand Hérold, i en Le Cheval de bronze de Daniel Auber.
Charles Marie, fill d'ambdós, nascut i mort a París (1824-1891), també fou un distingit cantant.